# Kanju
Kanju är ett australiskt språk som talades av 50 personer år 1981. Kanju talas i Queensland. Kanju tillhör de pama-nyunganska språken.